# OpenURL
OpenURL je standardizovaný formát pro záznam a popis zdroje založený na Uniform Resource Locator (URL), který vznikl za účelem pomoci nalézt uživatelům Internetu kopie informačních zdrojů, ke kterým mají povolený přístup. Formát bývá obvykle používán informačním specialistou nebo knihovníkem.
Tento formát patří pod standard ANSI/NISO Z39.88-2004.
OpenURL byl vytvořen Herbertem Van de Sompelem, knihovníkem z Ghent Univerzity, okolo roku 1999.